# Beaduwine
Beaduwine (auch Bedwinus oder Badwine; † zwischen 693 und 706) war Bischof von Elmham. Er wurde 673 zum Bischof als erster Bischof des neu gegründeten Bistums geweiht und trat sein Amt im selben Zeitraum an. Er starb zwischen 693 und 706.